# Мимоза Кусари-Лила
Мимоза Кусари-Лила (на албански: Mimoza Kusari-Lila) е косовски албански политик от партията Алтернатива. Била е заместник министър-председател на Република Косово, от 2011 до 2013 г. е министър на търговията и индустрията, а от ноември 2013 до 2017 г. е кмет на Дяково.

## Биография
Мимоза Кусари-Лила е родена на 16 октомври 1975 г. в Дяково. Баща ѝ е пулмолог, а майка е учителка по албански език и литература в начално училище. Семейството ѝ живее за кратко в Печ, но се завръщат в Дяково с четирите си деца в средата на 80-те години.
Кусари завършва гимназията „Хайдар Души“ и след това се записва във факултета по Икономика на Прищинския университет. Завършва специалност „Мениджмънт и информационни системи“, работейки на пълно работно време, за да финансира изследванията си във време на икономическа криза и политически репресии. От 1998 до 1999 г., когато войната в Косово избухва тя работи за организации като Лекари без граници и Организацията за сигурност и сътрудничество в Европа (ОССЕ).
По време на войната в Косово работи в бежански лагер за Националното обществено радио в Република Македония печели престижната стипендия Рон Браун на Държавния департамент на САЩ, за да учи магистратура по бизнес администрация в САЩ.
По време на престоя ѝ в САЩ продължава да учи в Института по икономика на Колорадския университет и Дюкейнския университет в Питсбърг, където завършва магистратура по електронен бизнес. По това време е силно активна в организиране на студентска общност и показване на лидерски умения. Основава и е първи президент на Асоциацията на бизнес жените на Дюкейнския университет и един от тримата стипендианти на Рон Браун от Източна Европа поканена да участва в празнуването на Международната седмица на образованието от държавния секретар Мадлин Олбрайт във Вашингтон. След като завършва работи в подразделението на Байер в Северна Америка в Питсбърг в отдела по е-продажби.
След като се завръща в Косово през 2001 г. работи по проектите на Световната банка и Американската агенция за международно развитие за подкрепа на косовски бизнесмени. Лидерските и менаджерските ѝ умения са тествани докато работи като мениджър на проекти на Американския университет в Косово. Работата ѝ води до успешно отваряне на Американския университет в Косово, която сега е водеща образователна институция в Косово и региона.

## Политическа активност
Мимоза Кусари от 2003 г. е в политиката, когато ѝ предлагат позиция на говорител и политически надзорник на тогавашния министър-председател на Косово Байрам Реджепи. Тя е първата жена, която заема такава позиция и безпристрастна в политическите си позиции. Освен това тя е лицето и гласа на правителството на Косово за повече от година, когато Косово минава през размириците в Косово през 2004 г. В края на 2004 обявява излизането от политиката си поради брака си с Арбен Лила. Синът им се ражда на следващата година. Мимоза Кусари добавя фамилията на съпруга си към своята.
Завръща се в политиката като директор на отдела по енергия на Министерството на енергията и мините. От 2006 до 2009 г. работи като изпълнителен директор на Американската търговска камара в Косово. Докато работи в камарата довършва 4-месечен изследователски проект като стипендиант на Фулбрайт в Университета Джорджтаун. Темата на проекта е развитие на капиталовите пазари в развиващия се свят. По време на престоя ѝ е поканена като гост-лектор в Международния център за учени Удроу Уилсън, за да представи сериозните предизвикателства за развитието на Косово.
През 2009 г. участва изборите за кмет на Дяково от листата на Нов алианс за Косово, но не успява да спечели изборите. От 23 февруари 2011 г. е заместник министър-председател на Косово и министър на търговията и индустрията и е на тези постове до 2 октомври 2013 г., когато подава оставка от всички позиции в правителството на Косово поради участието си в изборите за кмет на Дяково за втори път, печелейки на втория тур. Тя става първата жена-кмет в историята на Косово.